# Drive (série télévisée)
Pour les articles homonymes, voir Drive.
Drive est une série télévisée américaine en six épisodes de 42 minutes, créée par Tim Minear et Ben Queen et dont seulement quatre épisodes ont été diffusés entre le 15 et le 23 avril 2007 sur le réseau Fox. Au Canada, la diffusion a débuté deux jours plus tôt, le 13 avril 2007 sur le réseau CTV.
Cette série est inédite dans tous les pays francophones.

## Synopsis
Cette série met en scène un groupe d'Américains qui, pour des raisons différentes, participent à une course illégale à travers les États-Unis. Aucun des participants ne sait où la course s'arrêtera mais tous n'ont qu'un but : être vainqueur !

## Distribution
- Nathan Fillion : Alex Tully
- Kristin Lehman : Corinna Wiles
- Emma Stone : Violet Trimble
- Kevin Alejandro : Winston Salazar
- Melanie Lynskey : Wendy Patrak
- Michael Hyatt : Susan Chamblee
- Mircea Monroe : Ellie Laird
- Riley Smith : Rob Laird
- Rochelle Aytes : Leigh Barnthouse
- Taryn Manning : Ivy Chitty

## Épisodes
1. The Starting Line
2. Partners
3. Let the Games Begin
4. No Turning Back
5. The Extra Mile
6. Rear View

## Commentaires
En raison d'audiences catastrophiques, la chaîne Fox a interrompu la diffusion de cette série après seulement quatre épisodes. Les deux derniers épisodes ont été mis en ligne sur le site officiel le 15 juillet 2007.